# CDMA2000
CDMA2000 es una familia de estándares de telecomunicaciones móviles de tercera generación (3G) que utilizan CDMA, un esquema de acceso múltiple para redes digitales, para enviar voz, datos, y señalización (como un número telefónico marcado) entre teléfonos celulares y estaciones base. Ésta es la segunda generación de la telefonía celular digital IS-95.
CDMA (code division multiple access o acceso múltiple por división de código) es una estrategia de multiplexado digital que transmite flujos de bits. Básicamente, CDMA permite que múltiples terminales compartan el mismo canal de frecuencia, identificándose el "canal" de cada usuario mediante (secuencias PN). 
CDMA2000 ha tenido relativamente un largo historial técnico,[cita requerida] y aún sigue siendo compatible con los antiguos estándares en telefonía CDMA (como cdmaOne) primero desarrollado por Qualcomm, una compañía comercial, y propietario de varias patentes internacionales sobre la tecnología.
Los estándares CDMA2000 CDMA2000 1x, CDMA2000 1xEV-DO, y CDMA2000 1xEV-DV son interfaces aprobadas por el estándar ITU IMT-2000 y un sucesor directo de la 2G CDMA, IS-95 (cdmaOne).  CDMA2000 es estandarizado por 3GPP2.
CDMA2000 es una marca registrada de la Telecommunications Industry Association (TIA-USA) en los Estados Unidos, no del término genérico CDMA. (Similarmente Qualcomm bautizó y registró el estándar 2G basado en CDMA, IS-95, como cdmaOne).
CDMA2000 es un competidor incompatible con otros estándares 3G como W-CDMA (UMTS).
Debajo están las diferencias entre los diferentes tipos de CDMA2000, en orden de complejidad ascendente:

## CDMA2000 1x
CDMA2000 1x, el núcleo del estándar de inferfaz inalámbrica CDMA2000, es conocido por muchos términos:  1x, 1xRTT, IS-2000, CDMA2000 1X, 1X, y cdma2000 (en minúsculas).  La designación "1xRTT" (1 times Radio Transmission Technology) es usada para identificar la versión de la tecnología CDMA2000 que opera en un par de canales de 1,25-MHz (1,25 MHz una vez, opuesto a 1,25 MHz tres veces en 3xRTT). 1xRTT casi duplica la capacidad de voz sobre las redes IS-95. Aunque capaz de soportar altas velocidades de datos, la mayoría de desarrollos están limitados a una velocidad pico de 144 kbits/s. Mientras 1xRTT es calificado oficialmente como una tecnología 3G, 1xRTT es considerado por algunos como una tecnología 2.5G (o a veces 2.75G). Esto ha permitido que sea implementado en el espectro 2G en algunos países limitando los sistemas 3G a ciertas bandas.
Las principales diferencias entre la señalización IS-95 e IS-2000 son: el uso de una señal piloto sobre el reverse link del IS-2000 que permite el uso de una modulación coherente, y 64 canales más de tráfico sobre el forward link de manera ortogonal al set original. Algunos cambios también han sido hechos a la capa de enlace de datos para permitir el mejor uso de los servicios de datos IS-2000 como protocolos de control de accesos a enlaces y control QoS. En IS-95, ninguna de estas características han estado presentes, y la capa de enlace de datos básicamente consistía en un "mejor esfuerzo de entrega". En este orden siguió siendo utilizado para voz.
En los Estados Unidos, Verizon Wireless, Sprint PCS, Alltel, y U.S. Cellular utilizan 1x.

## CDMA2000 3x
CDMA2000 3x utiliza un par de canales de 3,75-MHz (p.ej., 3 X 1,25 MHz) para alcanzar mayores velocidades de datos.  La versión 3x de CDMA2000 es algunas veces referidas como Multi-Carrier o MC.  La versión 3x de CDMA2000 no ha sido implementada y no está en desarrollo actualmente.

## CDMA2000 1xEV-DO
CDMA2000 1xEV-DO (1x Evolution-Data Optimized, originalmente 1x Evolution-Data Only), también referido como 1xEV-DO, EV-DO, EVDO, o solo DO, es una evolución de CDMA2000 1x con una alta velocidad de datos [High Data Rate (HDR)] y donde el forward link es multiplexado mediante división de tiempo. Este estándar de interfaz 3G ha sido denominada IS-856.
CDMA2000 1xEV-DO en su última revisión, Rev. A, soporta una velocidad de datos en el enlace de bajada (forward link) de hasta 3,1 Mbit/s y una velocidad de datos en el enlace de subida (reverse link) de hasta 1,8 Mbit/s en un canal de radio dedicado a transportar paquetes de datos de alta velocidad. 1xEV-DO Rev. A fue primero desarrollado en Japón y sigue siendo desarrollado en América del Norte en el 2006. La Rev. 0 es actualmente desarrollada en América del Norte y presenta un pico en la velocidad de datos en el enlace de bajada de 2,5 Mbit/s y un pico en la velocidad de datos en el enlace de subida de 154 kbit/s.
CDMA2000 1xEV-DO es un complemento para redes de CDMA2000, por lo que obligatoriamente debe estar en conjunto con CDMA2000.
Verizon Wireless, Sprint Nextel Corporation, Iusacell, Bell Canada, y TELUS son las que han implementado 1xEV-DO en América del Norte, y Alaska Communications Systems (ACS) está implementando 1xEV-DO en los centros principales de población en Alaska. En México, la compañía Iusacell tiene implementado 1xEV-DO bajo el nombre de Iusacell BAM. En Venezuela, la compañía estatal Movilnet, ofrece desde el año 2006 la tecnología EVDO. En Ecuador lo hace Telecsa S.A. con su marca comercial Alegro PCS
El operador japonés KDDI usa la marca "CDMA 1X WIN" para su red CDMA2000 1xEV-DO, pero ésta es solo una referencia construida para sus antiguas promociones de marketing.

## CDMA2000 1xEV-DV
CDMA2000 1xEV-DV (1x Evolution-Data/Voice), soporta una velocidad de datos en el enlace de bajada (forward link) de hasta 3,1 Mbit/s y una velocidad de datos en el enlace de subida (reverse link) de hasta 1,8 Mbit/s. 1xEV-DV también puede soportar una operación concurrente con los usuarios de voz 1x, usuarios de datos 1x y usuarios de datos de alta velocidad 1xEV-DV en el mismo canal de radio.
En el 2005, Qualcomm detuvo el desarrollo de EV-DV hasta nuevo aviso, debido a la falta de interés por parte de las operadoras, sobre todo porque Verizon y Sprint están utilizando EV-DO.